# Ábaco romano

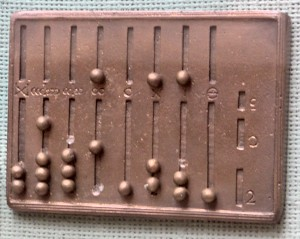
Reconstrução de Ábaco Romano em Barro

O ábaco romano foi criado com base no ábaco grego e babilônico, enquanto estes possuíam 10 linhas para cálculos, o romano possuía 8 linhas. Era utilizado como um método normal de cálculo. Era uma tábua com 8 sulcos (orifícios onde ficavam os calculis), e em cada sulco inferior havia 5 calculis (bolinhas de contagem) e, 4 calculis no sulco superior. Seu funcionamento era semelhante a do ábaco atual.
Os ábacos romanos eram usados para atender as necessidades dos artesãos, dos comerciantes, engenheiros e outros profissionais.
Para calcular no ábaco romano é preciso saber utilizar a moldura de madeira composto pela série dos dez cordões ou fios paralelos. Cada fio com sua respectiva fileira de bolas representa uma casa decimal: unidades, dezenas, centenas, milhares, etc. As operações são efetuadas mudando-se a posição de algumas bolas em relação as outras e, através de uma complexa manipulação, pode-se inclusive extrair raízes. Lembramos sempre que cada fileira pode conter até nove bolas. A ordem do ábaco é crescente, ou seja, à medida que avançamos para a fileira da esquerda, aumenta-se a casa decimal. Por exemplo, se quisermos escrever o número 306, basta colocarmos 3 bolas na terceira fileira representando as centenas e 6 bolas na primeira fileira da direita, representando as unidades. Dessa forma escrevia-se o número CCCVI.